# Tobyłka
Tobyłka – wieś w Polsce położona w województwie podlaskim, w powiecie augustowskim, w gminie Bargłów Kościelny.
| SIMC    | Nazwa | Rodzaj    |
| ------- | ----- | --------- |
| 0754680 | Dwór  | część wsi |

W latach 1975–1998 miejscowość administracyjnie należała do województwa suwalskiego.